# Ram pam pam
Ram pam pam är en låt av den finska sångerskan Bess, som släpptes den 14 januari 2022. Hon deltog med låten i Tävlingen för ny musik och tävlade där om en plats som Finlands representant i Eurovision Song Contest 2022. Låten kom där på tredje plats. Låten har haft första platsen fyra veckor på Finlands officiella lista. En engelsk version av låten släpptes på EP-albumet Sammumaton.

## Topplistor
| List                              | Bästa placering | Veckor |
| --------------------------------- | --------------- | ------ |
| Finland Finlands officiella lista | 1               | 4      |
| Finland Radiosoittolista          | 1               | 17     |

### Fotnoter
1. ↑  ”The Rasmus vinnare i Tävlingen för ny musik UMK22 – ”Den här vinsten tillägnas alla våra fans som trott på oss i 30 år””. YLE. 26 februari 2022. https://svenska.yle.fi/a/7-10013503.
2. ↑  https://www.rumba.fi/uutiset/vuoden-striimatuimmasta-suomihitista-uusi-versio-talta-kuulostaa-bessin-ram-pam-pam-englanniksi/
3. 1 2  https://www.ifpi.fi/lista/singlet/2022/4